# 洛克斐勒家族

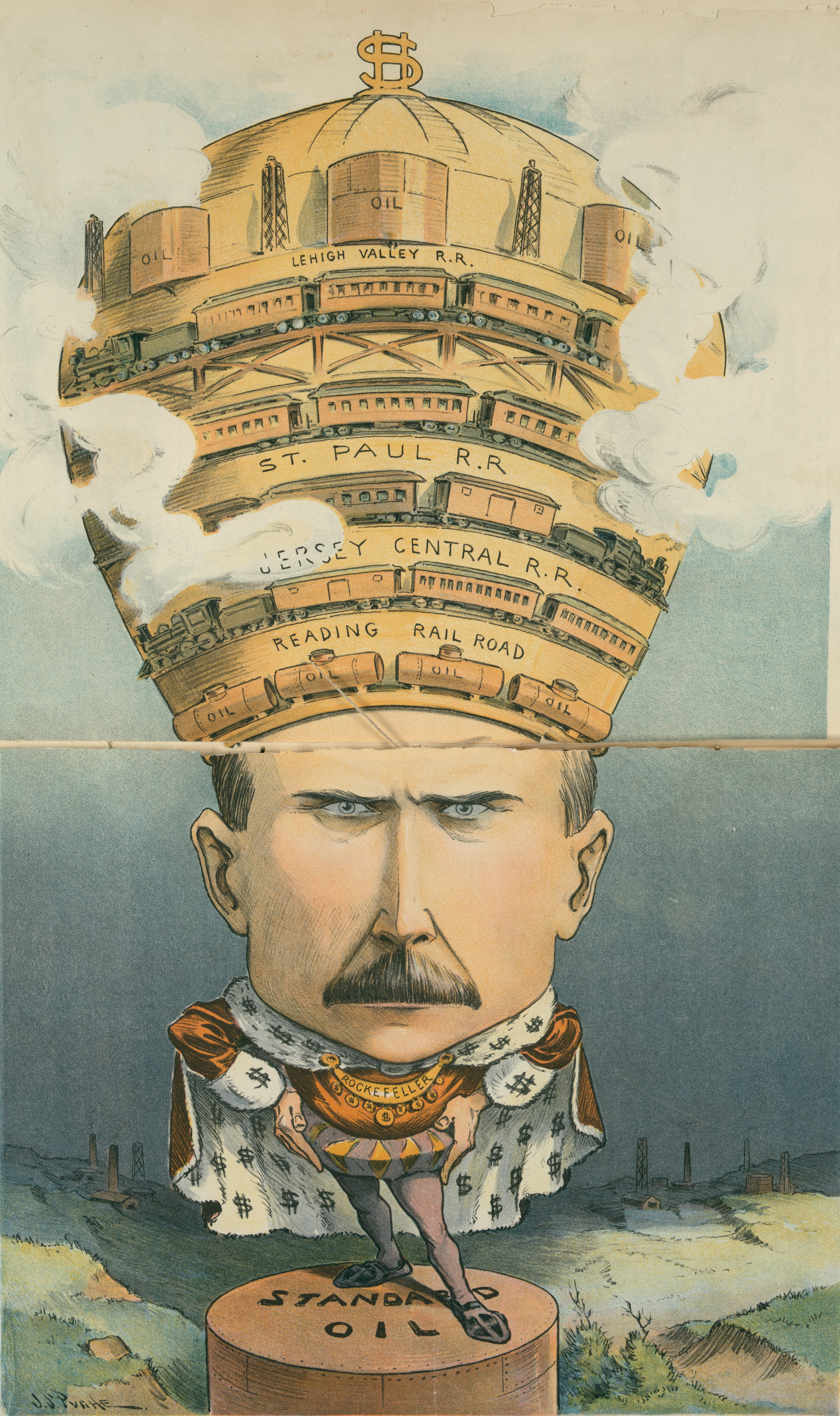
美國政治諷刺雜誌《Puck》將洛克菲勒兄弟中的約翰·戴維森·洛克菲勒描繪成石油「國王」。

洛克斐勒家族（英語：Rockefeller family）是一個美國的工業、政治、石油業和銀行業的家庭。在19世紀末和20世紀初，約翰·戴維森·洛克菲勒和他的弟弟威廉·洛克菲勒（William Rockefeller）主要是透過標準石油公司而在20世紀初成為了全球最富有的家庭。這個家庭因為長期控制大通曼哈頓銀行和涉足政治、軍事、能源、教育、科學、醫藥、生育、農業、食品、戲劇、文學、音樂等重大行業而聞名於世，他們被認為是世界上最強大的家族之一，有些猶太學者一直以穿鑿附會的方式聲稱該家族為猶太人，但家族發言人曾多次嚴正否認，主流研究者亦認為該說法實為荒誕。

## 已知的家族房地產
- 洛克菲勒中心
- 洛克菲勒莊園
- 國際公寓
- 威廉與瑪麗學院
- 殖民地威廉斯堡
- 現代藝術博物館
- 河濱教堂
- 修道院博物館
- 教協總會（英语：Interchurch Center）
- 大通曼哈頓廣場一號
- 帝國廣場
- GE大樓
- 林肯中心
- 世界貿易中心
- 內河碼頭中心
- 貝克曼廣場（英语：Beekman Place）
- 740公園大道（英语：740 Park Avenue）
- 巴塞特廳（英语：Bassett Hall）
- 森林山歷史區（英语：Forest Hill, Ohio）
- 洛克菲勒保護區（英语：Laurance S. Rockefeller Preserve）
- 高爾夫之家（英语：Golf House）

## 已知的家族教育機構與合作對象
- 哈佛大學
- 耶魯大學
- 史丹佛大學
- 普林斯頓大學
- 達特茅斯學院
- 麻省理工學院
- 約翰·霍普金斯大學
- 芝加哥大學
  - 芝加哥經濟學派
- 賓夕法尼亞大學
- 布朗大學
- 哥倫比亞大學
- 康乃爾大學
- 加州大學柏克萊分校
- 凱斯西儲大學
- 洛克菲勒大學
- 紐約州立大學
- 麥基爾大學
- 聖路易斯華盛頓大學
- 倫敦政治經濟學院
- 倫敦大學學院
- 倫敦衛生與熱帶醫學院
- 塔維斯托克人類關係研究所（英语：Tavistock Institute）
- 多倫多大學
- 哥廷根大學
- 巴黎第六大學
- 里昂大學
- 菲律賓大學
- 菲律賓中央大學（英语：Central Philippine University）
- 國際教育委員會（英语：International Education Board）
- 洛克菲勒衛生委員會（英语：Rockefeller Sanitary Commission）
- 社會衛生局（英语：Bureau of Social Hygiene）
- 國際衛生司（英语：International Health Division）
- 中國醫學會（英语：China Medical Board）
- 中國水稻研究所
- 北京協和醫學院
- 日本國立公共衛生研究所（英语：National Institute of Public Health of Japan）
- 洛克斐勒博物館
- 馬克斯普朗克學會
- 社會科學研究理事會（英语：Social Science Research Council）
- 凱撒威廉人類遺傳和優生學研究所（英语：Kaiser Wilhelm Institute of Anthropology, Human Heredity, and Eugenics）
- 美國國會圖書館
- 博德利圖書館
- 美國全國經濟研究所
- 特立尼達區域病毒實驗室（英语：Trinidad Regional Virus Laboratory）
- 發展結果研究所（英语：Results for Development Institute）

## 已知的相關政治／財政／經濟團體
- 國際聯盟
- 聯合國
- 聯合國協會（英语：United Nations Association）
- 美國外交關係協會
- 三邊委員會
- 畢德堡俱樂部
- 世界銀行
- 亞洲協會
- 人口理事會（英语：Population Council）
- 三十人小組
- 世界經濟論壇
- 彼得森國際經濟研究所
- 太平洋國際學會
- 國際行政服務團（英语：International Executive Service Corps）
- 國際農業生物技術應用服務組織
- 國際農業研究磋商組織（英语：CGIAR）
- 國際玉米和小麥改良中心（英语：International Maize and Wheat Improvement Center）
- 全球疫苗免疫聯盟（英语：Gavi, the Vaccine Alliance）
- 全球家族公益協會理事會（英语：Synergos）
- 亞洲文化協會
- 布魯金斯學會
- 美洲理事會（英语：Council of the Americas）
- 美洲協會（英语：Americas Society）
- 美國食品藥品監督管理局
- 美國衛生及公共服務部
- 美國退伍軍人事務部
- 聯邦貿易委員會
- 空軍軍醫局（英语：United States Air Force Medical Service）
- 陸軍軍醫局（英语：Army Medical Department (United States)）
- 海軍醫藥局（英语：Bureau of Medicine and Surgery）
- 國立衛生研究院
- 美國國家科學研究委員會
- 美國國家科學院
- 美國醫學會
- 奧杜邦學會
- 卡內基國際和平基金會
- 皇家國際事務研究所

## 已知的家族產業
- 洛克菲勒公司（英语：Rockefeller & Co.）
- 洛克菲勒基金會
- 洛克菲勒兄弟基金會（英语：Rockefeller Brothers Foundation）
- 洛克菲勒家族基金會（英语：Rockefeller Family Fund）
- 洛克菲勒慈善顧問（英语：Rockefeller Philanthropy Advisor）
- 洛克菲勒家族辦公室（英语：Rockefeller Family & Associates）
- 洛克菲勒集團（英语：The Rockefeller Group）
- Venrock投資公司（英语：Venrock）
- 洛克菲勒信託公司（英语：Rockefeller Trust Company）
- 洛克菲勒保險公司（英语：Rockefeller Insurance Company）
- 阿卡迪亞風險管理公司（英语：Acadia Risk Management）
- 英聯邦基金會（英语：Commonwealth Fund）
- 埃克森美孚
- 雪佛龍
- 英國石油
- 康菲公司
- 馬拉松石油
- 美國大通銀行